# Zoltán Bátovský
Zoltán Bátovský (27. března 1979, Krupina, Československo – 8. srpna 2001, Hainburg, Rakousko) byl slovenský hokejový útočník, který zahynul při autonehodě.

## Reprezentace
Reprezentoval na mistrovství Evropy do 18 let 1997 v Česku (6. místo) a mistrovství světa do 20 let 1999 v Kanadě (bronz).

### Reprezentační statistiky
| 1997 | Slovensko 18 | ME 18 | 5 | 0 | 0 | 0 | 4 |
| 1999 | Slovensko 20 | MS 20 | 6 | 2 | 3 | 5 | 4 |

## Kariéra
Prošel všemi mládežnickými celky klubu Bánská Bystrica. Na začátku sezony 1997/98 se rozhodl pro odchod do kanadské juniorské soutěže QMJHL, konkrétně do celku Drummondville Voltigeurs. V červnu 2000 podepsal smlouvu s klubem NHL San Jose Sharks , následující sezonu odehrál v AHL v dresu Kentucky Thoroughblades, farmě San José.

## Statistika
| Sezona  | Klub                     | Soutěž   | Základní část | Základní část | Základní část | Základní část | Základní část | Play off | Play off | Play off | Play off | Play off |
| Sezona  | Klub                     | Soutěž   | Z             | G             | A             | B             | TM            | Z        | G        | A        | B        | TM       |
| ------- | ------------------------ | -------- | ------------- | ------------- | ------------- | ------------- | ------------- | -------- | -------- | -------- | -------- | -------- |
| 1995/96 | Bánská Bystrica jun.     | SVK jun. | 41            | 21            | 15            | 36            | 36            | —        | —        | —        | —        | —        |
| 1996/97 | Bánská Bystrica jun.     | SVK jun. | 52            | 30            | 34            | 64            | 46            | —        | —        | —        | —        | —        |
| 1997/98 | Bánská Bystrica jun.     | SVK jun. | 2             | 0             | 1             | 1             | 2             | —        | —        | —        | —        | —        |
|         | Drummondville Voltigeurs | QMJHL    | 69            | 22            | 43            | 65            | 112           | —        | —        | —        | —        | —        |
| 1998/99 | Drummondville Voltigeurs | QMJHL    | 63            | 29            | 42            | 71            | 126           | —        | —        | —        | —        | —        |
| 1999/00 | Drummondville Voltigeurs | QMJHL    | 63            | 27            | 60            | 87            | 151           | 16       | 10       | 19       | 29       | 12       |
| 2000/01 | Kentucky Thoroughblades  | AHL      | 79            | 9             | 19            | 28            | 36            | 3        | 0        | 2        | 2        | 0        |

## Smrt
Zahynul při autonehodě 8. srpna 2001 v Rakousku, když se vracel na Slovensko z vídeňského letiště. Podle spoluhráčů z reprezentačních výběrů by se býval svým talentem časem prosadil do NHL.